# نيكولاي موسكالينكو
نيكولاي موسكالينكو هو لاعب كرة قدم روسي في مركز حراسة المرمى، ولد في 3 يناير 1990 في كراسنودار في روسيا. لعب مع نادي كراسنودار.